# 罗建国
罗建国（1963年10月—），安徽肥东人，汉族，中华人民共和国政治人物、第十二届全国人民代表大会安徽地区代表。
毕业于安徽省财政学校财政专业，加入中国共产党。2013年，被选为全国人大代表。
2007年6月，任安徽省财政厅副厅长；2011年4月，任中共六安市委副书记；2012年4月，任安徽省财政厅厅长。2018年2月24日，当选为第十三届全国人大代表。
2021年7月，任安徽省审计厅厅长。